# Jennat Rūdbār
Jennat Rūdbār (persiska: جنت رودبار) är en ort i Iran.   Den ligger i provinsen Mazandaran, i den norra delen av landet, 150 km nordväst om huvudstaden Teheran. Jennat Rūdbār ligger 1 633 meter över havet och antalet invånare är 191.
Terrängen runt Jennat Rūdbār är mycket bergig. Runt Jennat Rūdbār är det ganska tätbefolkat, med 116 invånare per kvadratkilometer. Närmaste större samhälle är Ramsar, 19,6 km nordost om Jennat Rūdbār. Trakten runt Jennat Rūdbār består i huvudsak av gräsmarker.